# Santi delle Isole Canarie

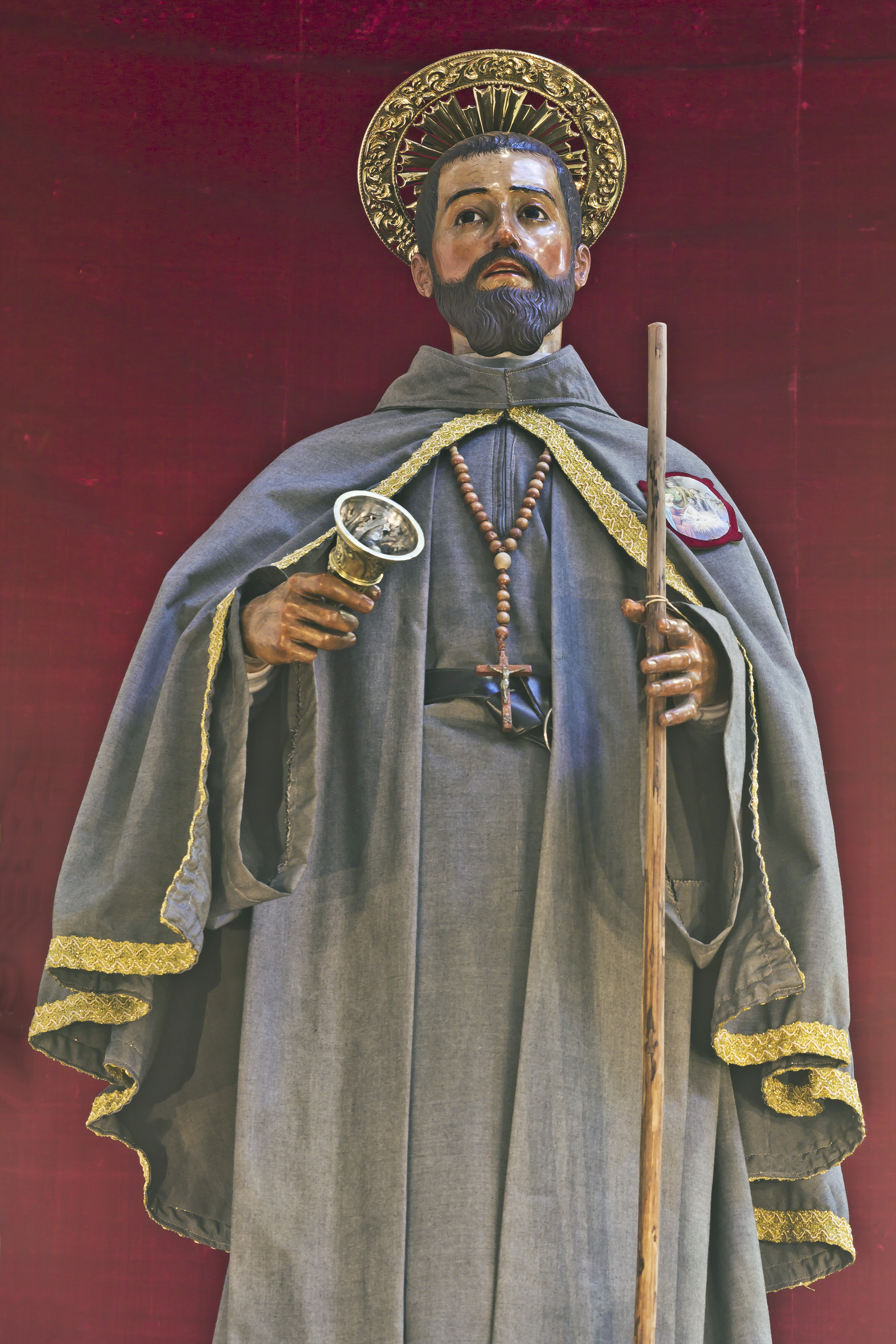
Pedro de San José de Bethencourt (popolarmente chiamato Hermano Pedro) è stato il primo canarino ad essere canonizzato dalla Chiesa cattolica romana. Questo è accaduto nel 2002 da papa Giovanni Paolo II.

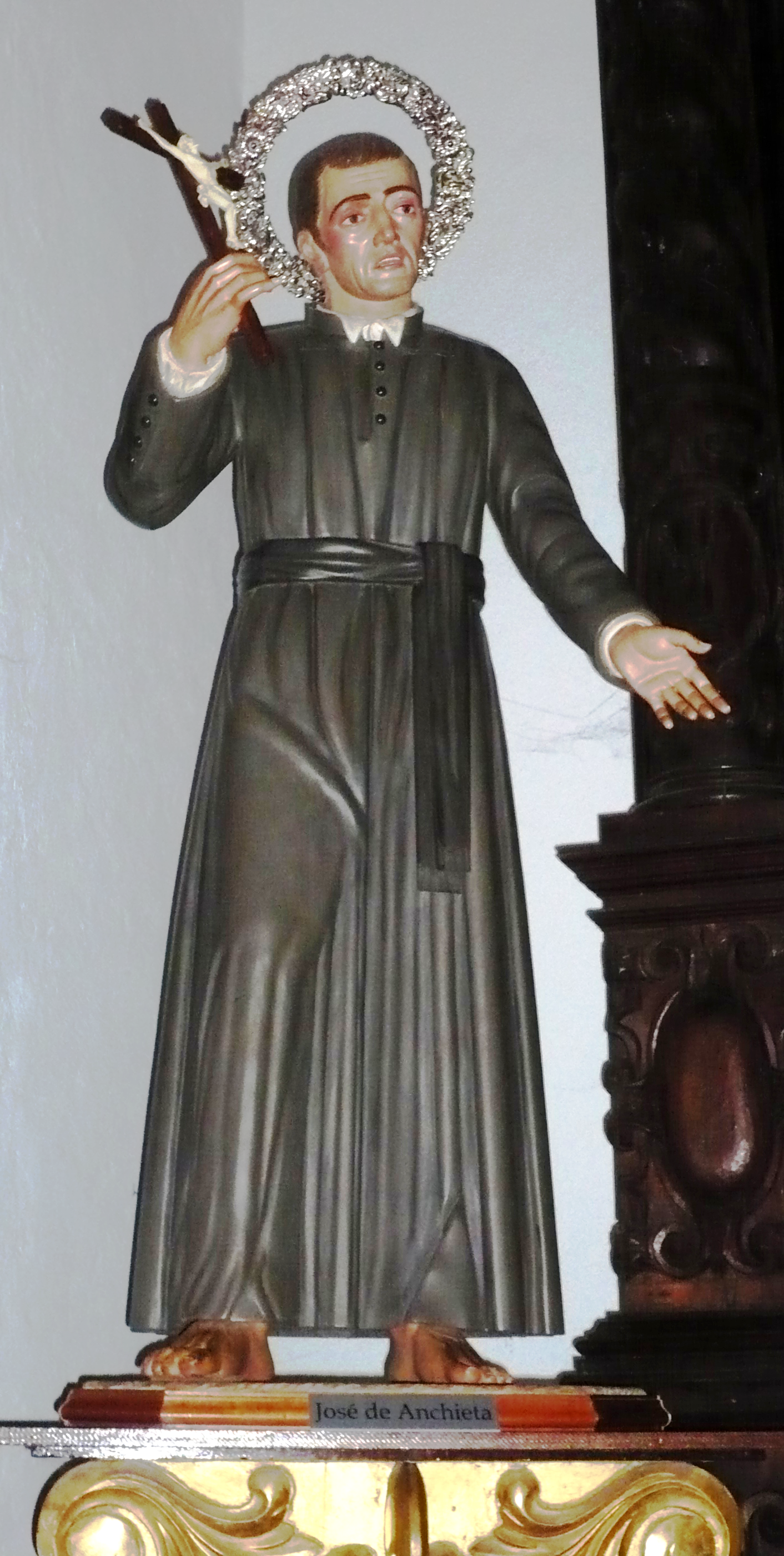
José de Anchieta (chiamato anche padre Anchieta) è stato canonizzato nel 2014 da papa Francesco.

Questa è una lista di santi e beati delle Isole Canarie (Spagna). Sono inclusi anche venerabili e servi di Dio, nati o legati all'arcipelago.
- Santi
  - Pedro de San José de Bethencourt. Vilaflor (Tenerife) – (1626 – 1667). Missionario francescano in Guatemala, fondatore dell'Ordine dei fratelli di Betlemme, primo santo delle Isole Canarie. Canonizzato nel 2002 da papa Giovanni Paolo II.[2]
  - José de Anchieta. San Cristóbal de La Laguna (Tenerife) – (1534 – 1597). Sacerdote gesuita e missionario in Brasile. Canonizzato nel 2014 da  papa Francesco.[3]
- Beati
  - Martiri di Tazacorte. In varie parti del Portogallo e della Spagna – (deceduto nel 1570). I monaci e missionari martirizzati largo della costa di La Palma, dove godono di grande venerazione soprattutto a Tazacorte, anche se nessuno di loro era propriamente delle Canarie essi sono stati inseriti tra i beati dell'arcipelago. Beatificato nel 1854 da papa Pio IX.[4]
  - Lorenza Diaz Bolaños. Santa María de Guía (Gran Canaria) – (1896 – 1939). Religiosa e martire appartenenti alle Figlie della carità di San Vincenzo de' Paoli. Beatificata nel 2013 da  papa Francesco con quasi 500 martiri della guerra civile spagnola.[5]
  - Tomás Morales Morales. Carrizal de Ingenio (Gran Canaria) – (1907 – 1936). Martire dominicano. Beatificato nel 2022 da papa Francesco insieme ad altri 26 domenicani uccisi nella guerra civile spagnola.[6]
  - José Torres Padilla. San Sebastián de la Gomera (La Gomera) – (1811 – 1878). Religioso. Beatificato nel 2024 da papa Francesco.[7]
- Venerabili
  - Andrés Filomeno García Acosta. La Ampuyenta (Fuerteventura) – (1800 – 1853). Frate francescano.[8]
  - Antonio Vicente González Suárez. Agüimes (Gran Canaria) – (1817 – 1851). Religioso.[9]
  - José Marcos Figueroa. Tinajo (Lanzarote) – (1865 – 1942). Religioso.
- Servi di Dio
  - María de León Bello y Delgado. El Sauzal (Tenerife) – (1643 – 1731). Religiosa domenicana e mistica.
  - Catalina de San Mateo de La Concepción. Santa María de Guía (Gran Canaria) – (1648 – 1695). Religiosa francescana e mistica.
  - Fray Juan de Jesús. Icod de los Vinos (Tenerife) – (1615 – 1687). Frate francescano.
  - Petronila de San Esteban Montgruí y Covos. Las Palmas de Gran Canaria (Gran Canaria) – (1676 – 1759). Religiosa e mistica.
  - María de San Antonio Lorenzo y Fuentes. Garachico (Tenerife) – (1665 – 1741). Religiosa dominica.
  - Buenaventura Codina y Augerolas. Hostalric (Gerona) – (1785 – 1857). Anche se non è nato nelle Isole Canarie, era vescovo della Diocesi Canariense.[10]
  - María Justa de Jesús. La Victoria de Acentejo (Tenerife) – (1667 – 1723). Religiosa francescana e mistica.
  - José Cueto Díez de la Maza. Riocorvo (Cantabria) – (1839 – 1908). Martire religioso. Anche se non è nato nelle Isole Canarie, era vescovo della Diocesi Canariense.
  - José María Suárez. Teror (Gran Canaria) – (1890 – 1936). Religioso.